# J. D. Souther

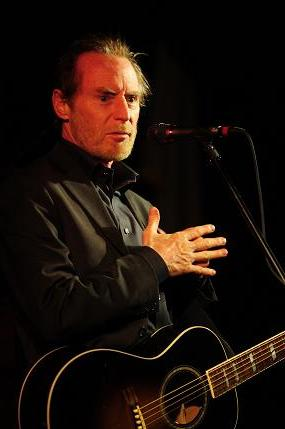
J. D. Souther (2008)

John David „J. D.“ Souther (* 2. November 1945 in Detroit, Michigan; † 17. September 2024 in New Mexico) war ein US-amerikanischer Singer-Songwriter, Countryrock-Sänger und Schauspieler. Er galt als Protagonist und Wegbereiter des Country-Rock-Sounds der 1970er Jahre.

## Biografie
J. D. Souther wuchs in Amarillo im Bundesstaat Texas auf. In seiner Jugend wurde er stark durch die Musik von Roy Orbison beeinflusst und versuchte, dessen Stil nachzuahmen. Ende der 1960er Jahre zog Souther nach Los Angeles um, wo er Glenn Frey kennenlernte, einen Gitarristen, der wie er selbst aus Detroit stammte, und der später als Gründungsmitglied der Eagles bekannt wurde. Sie begannen, miteinander Musik zu schreiben und zu spielen. Einer ihrer Nachbarn im Laurel Canyon in L. A. war Jackson Browne, mit dem beide auch später oft zusammengearbeitet haben.
Am 31. März 1969 heiratete er Alexandra Sliwin von der Girlgroup Honey Ltd. Die Ehe wurde 1972 geschieden.
Souther und Frey gründeten das Folkduo Longbranch Pennywhistle. Ihre einzige Langspielplatte wurde 1970 von Jimmy Bowens Amos Records veröffentlicht; beteiligt daran waren die Gitarristen James Burton und Ry Cooder, Geiger Doug Kershaw, Schlagzeuger Jim Gordon, Pianist Larry Knechtel und Bassist Joe Osborn.
Nachdem Souther 1972 auf Drängen von David Geffen sein erstes Soloalbum aufgenommen hatte, gründete er die Souther-Hillman-Furay Band mit Chris Hillman und Richie Furay. Die Gruppe brachte zwei Alben heraus und löste sich danach auf.
Zu den größten Hits Southers als Songschreiber gehören Best of My Love, Victim of Love, Heartache Tonight und New Kid in Town, alle von den Eagles interpretiert. Er schrieb auch Songs für seine ehemalige Freundin Linda Ronstadt und nahm mehrere Stücke mit ihr auf. Mit Bonnie Raitt sang er auf deren Album Sweet Forgiveness den Titel Home.
Southers größter Hit als Solokünstler war 1979 das Stück You’re Only Lonely (im Stile von Roy Orbison) von der gleichnamigen LP, ein Top-Ten-Hit in den Billboard-Charts. Bis auf Platz elf kam das mit James Taylor veröffentlichte Her Town Too von Taylors Album Dad Loves His Work.
Er spielte bei dem Konzert Roy Orbison and Friends, A Black and White Night (1987). 1989 sang er in dem Film Always – Der Feuerengel von Montana das Lied Smoke Gets in Your Eyes.
Zweimal wurde er für einen Grammy nominiert: 1985 als Autor von Faithless Love, gesungen von Glen Campbell, als bester Countrysong und 1981 für seine Beteiligung am Soundtrack zum Film Urban Cowboy. Die Eagles nahmen 2007 für das Album The Long Road Out of Eden seinen Song How Long auf, den er bereits 1972 geschrieben hatte, und gewannen für ihre Darbietung einen Grammy Award.
Souther selbst wurde 2013 in die Songwriters Hall of Fame aufgenommen.
Als Schauspieler war er unter anderem in der Rolle des John Dunaway in der dritten Staffel der US-Fernsehserie Die besten Jahre (Thirtysomething) und Ted im Film Grüße aus Hollywood (1990). 2012 hatte er eine wiederkehrende Gastrolle in der Country-Serie Nashville.
Souther war Demokrat und trat Ende 2006 gemeinsam mit Jackson Browne und Michael Stanley als Spendensammler (Fundraiser) für demokratische Kandidaten in Ohio auf.
Im Dezember 2004 zog Souther mit seiner Familie von Los Angeles nach Nashville. Später lebte er in Albuquerque, New Mexico, wo er 2024 im Alter von 78 Jahren starb.

## Diskografie

### Studioalben
| Jahr | Titel              | Höchstplatzierung, Gesamtwochen, AuszeichnungChartsChartplatzierungen (Jahr, Titel, Platzierungen, Wochen, Auszeichnungen, Anmerkungen) | Anmerkungen                         |
| Jahr | Titel              | US | Anmerkungen                         |
| ---- | ------------------ | --- | ----------------------------------- |
| 1976 | Black Rose         | US85 (11 Wo.)US | Erstveröffentlichung: Mai 1976      |
| 1979 | You’re Only Lonely | US41 (22 Wo.)US | Erstveröffentlichung: November 1979 |

Weitere Alben
- 1972: John David Souther
- 1984: Home by Dawn
- 2008: If the World Was You
- 2011: Natural History
- 2012: Midnight in Tokyo
- 2015: Tenderness

### Singles
| Jahr | Titel Album        | Höchstplatzierung, Gesamtwochen, AuszeichnungChartsChartplatzierungen (Jahr, Titel, Album, Platzierungen, Wochen, Auszeichnungen, Anmerkungen) | Anmerkungen                                         |
| Jahr | Titel Album        | US | Anmerkungen                                         |
| ---- | ------------------ | --- | --------------------------------------------------- |
| 1979 | You’re Only Lonely | US7 (21 Wo.)US | Erstveröffentlichung: August 1979                   |
| 1981 | Her Town Too –     | US11 (14 Wo.)US | Erstveröffentlichung: Februar 1981 mit James Taylor |